# Trèfle (manga)
Pour les articles homonymes, voir Trèfle (homonymie).
Trèfle (クローバー, Clover) est une série de shōjo manga du studio CLAMP en quatre volumes prépubliée dans le magazine Amie de Kōdansha, de 1997 jusqu'à son arrêt en 1999.
En France, la série fut d'abord publiée par Manga Player avant d'être reprise par Pika.

## Synopsis
Ryû, ancien militaire qui a quitté le service pour des raisons de discipline, est rappelé par le général Koo. Elle lui demande d'escorter Suh, une jeune fille, vers un endroit qu'elle seule connaît. Mais ils se retrouvent au milieu d'une lutte entre plusieurs pays, qui veulent s'emparer du mystérieux pouvoir de Suh...

## Animation
Ce court manga de CLAMP a été adapté sous la forme d'un court clip d'animation de 7 minutes par le studio MADHOUSE, réalisé par Kitarō Kōsaka avec un chara-design de Nobuteru Yūki. Il a été diffusé en ouverture du premier film de Card Captor Sakura en 1999 lors de sa sortie au cinéma, puis commercialisé en DVD dans le recueil des clips du studio Clamp in Wonderland le 26 octobre 2007 .